# بطولة تونس للكرة الطائرة للرجال 1964-1965
بطولة تونس للكرة الطائرة للرجال 1964-1965 هو الموسم رقم 10 من بطولة تونس للكرة الطائرة للرجال.

فاز بهذا الموسم الترجي الرياضي التونسي.

## روابط خارجية
- الموقع الرسمي للجامعة التونسية للكرة الطائرة.